# Alex Burkhard

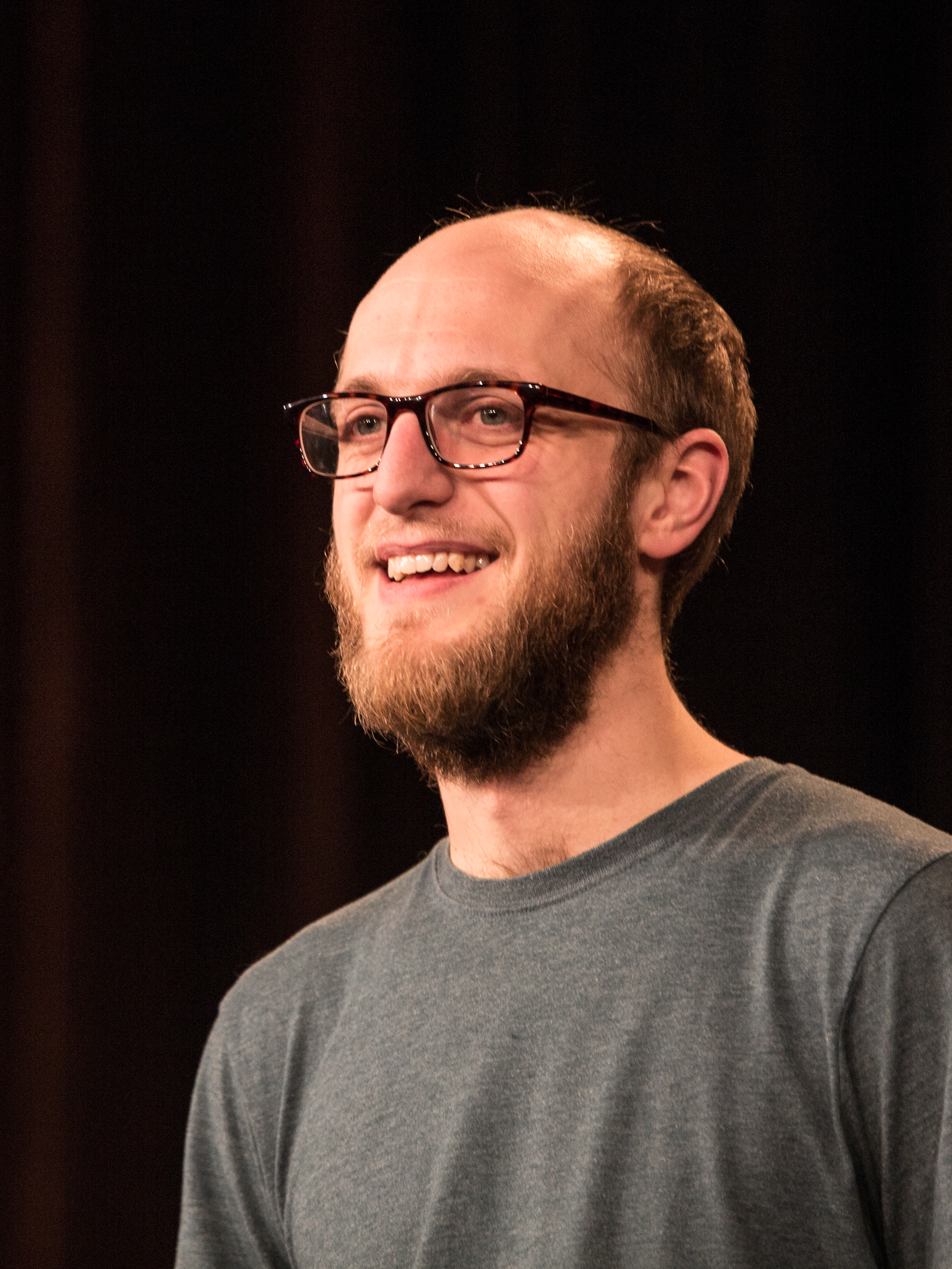
Bei der Internationalen Kulturbörse Freiburg 2018

Burkhard auf der Bühne (2017)

Alex Burkhard (* 1988 in Lindenberg im Allgäu) ist ein deutscher Slam-Poet, Autor, Kabarettist und Moderator.

## Leben
Alex Burkhard wuchs in Scheidegg im Allgäu mit drei Geschwistern auf. Er studierte Skandinavistik, Germanistik und Ethnologie an der Ludwig-Maximilians-Universität München. Seine Abschlussarbeit schrieb er 2014 zum Thema „Die Bedeutung des Wetters in Hamsuns Pan und Strindbergs I havsbandet“.
Seit 2007 tritt er bei Poetry Slams und anderen Literaturveranstaltungen auf. Sein Stil kann als ruhig und persönlich bezeichnet werden, die Süddeutsche Zeitung schrieb 2017: „Mit Burkhard hat allemal einer der poetischsten der 30 Teilnehmer gewonnen, seine federnde Hingabe ist unaufgeregt und sinnlich. Seine Worte sind ein Blütenmeer, seine Gedanken eine Spielwiese.“ Burkhard gilt als einer der vielseitigsten deutschsprachigen Slammer, beherrscht sowohl humorvolle Prosa als auch Lyrik und sehr performative Texte.
Alex Burkhard ist Moderator der Poetry Slams in Lindenberg und Kempten (Allgäu), außerdem Gründer und Mitglied der Münchner Lesebühne Die Stützen der Gesellschaft. 2018 wurde er in den Kreis der Münchner Turmschreiber aufgenommen.

## Erfolge
- 2014 Münchner Stadtmeister im Poetry Slam[7]
- 2015 Münchner Stadtmeister im Poetry Slam[8]
- 2016 Münchner Stadtmeister im Poetry Slam[7]
- 2017 Bayerischer Landesmeister im Poetry Slam in München[7]
- 2017 Deutschsprachiger Meister im Poetry Slam im Einzelwettbewerb in Hannover[9]

## Auszeichnungen
- 2013 Förderpreis der Internationalen Bodensee-Konferenz[10]
- 2018 Kulturpreis der Stadt Lindenberg im Allgäu[11]
- 2019 Stadtschreiberstipendium der Stadt Rottweil[12]

## Werke

### Prosa
- … und was kann man damit später mal machen?: 26 Geschichten für Geisteswissenschaftler und alle anderen, die auch nichts Anständiges gelernt haben. Satyr Verlag, Berlin 2013, ISBN 978-3-944035-15-4.
- Die Zeit kriegen wir schon Rom. Satyr Verlag, Berlin 2015, ISBN 978-3-944035-50-5.
- Benutz es!: Von der Kunst, es unnötig kompliziert zu machen. Satyr Verlag, Berlin 2017, ISBN 978-3-944035-89-5.
- Was ich ihr nicht schreibe. Satyr Verlag, Berlin 2019, ISBN 978-3-947106-33-2.

### Anthologiebeiträge (Auswahl)
- Daniela Böhle, Paul Bokowski (Hrsg.): Die letzten werden die Ärzte sein. Satyr Verlag, Berlin 2014, ISBN 978-3-944035-29-1.
- Bas Böttcher, Wolf Hogekamp (Hrsg.): Die Poetry-Slam-Fibel: 20 Jahre Werkstatt der Sprache. Satyr Verlag, Berlin 2014, ISBN 978-3-944035-38-3.
- Dean Ruddock, Karsten Strack (Hrsg.): Schreiben statt Jammern: Die ultimative Liebeskummeranthologie des Poetry Slam. Lektora Verlag, Paderborn 2016, ISBN 978-3-95461-058-7.
- Münchner Turmschreiber (Hrsg.): Turmschreiber: Geschichten, Gedanken, Gedichte: Das bayerische Hausbuch auf das Jahr 2019. Volk Verlag, 2018, ISBN 978-3-86222-292-6.